# Cisternino (stacja kolejowa)
Cisternino (wł. Stazione di Cisternino) – stacja kolejowa w Pozzo Faceto (część Fasano), w prowincji Brindisi, w regionie Apulia, we Włoszech. Nazwa stacji nawiązuje do oddalonej o 16 km gminy Cisternino.
Według klasyfikacji RFI ma kategorię brązową.
Stacja została otwarta po wybudowaniu linii kolejowej Bari-Brindisi, otwartej 29 kwietnia 1865.
Chociaż mało używana, jest w tej chwili czynna dla obsługi pasażerów na linii Bari - Lecce: co oznacza, że zatrzymują się tutaj różne pociągi regionalne.

## Linie kolejowe
Adriatica